# La Porteuse de pain
La Porteuse de pain («La vendedora de pan» en francés) es una novela de 1884 del escritor francés Xavier de Montépin. Ha sido adaptada varias veces para teatro, cine y televisión.

## Argumento
La historia comienza en 1861. Jeanne Fortier es la joven viuda de un mecánico muerto por la explosión de una máquina en la fábrica de Jules Labroue en Alfortville. Tras el accidente que acabó con la vida de su marido, Labroue contrató a la viuda como cuidadora de la fábrica para asegurar su futuro y el de sus hijos. El jefe de la fábrica es politécnico, mecánico e inventor. Compartió su proyecto de una «máquina para realizar guilloché de superficies redondeadas» con Jacques Garaud, su capataz. Pero el capataz está enamorado de Jeanne y, ante la negativa de la viuda a casarse con él, roba el proyecto de invención de su jefe, quema la fábrica, mata a Jules Labroue y acusa a Jeanne. Jeanne, acusada injustamente, es condenada a cadena perpetua pero, habiendo perdido la cordura, es internada en la Salpêtrière.
Recupera el sentido durante un incendio durante la Comuna de París de 1871, es llevada a la prisión de Saint-Lazare, y luego a la casa central en Clermont, de la que escapa veinte años después de su condena. Su hijo Georges, que tomó el nombre de Darier, el de su madre adoptiva, se convirtió en abogado y su hija Lucie en costurera. Jacques Garaud se convirtió en un rico industrial bajo el nombre de Paul Harmant. Quiere casar a su hija Mary con Lucien Labroue, ingeniero de artes y oficios, hijo de Jules Labroue, el hombre a quien asesinó. Lo contrata como ingeniero en su fábrica, pero Lucien está comprometido con Lucie, la hija de Jeanne. En cuanto a Jeanne, ha cambiado de identidad y se ha convertido en Mama Lison, la «portadora del pan». Jeanne está decidida a encontrar al verdadero criminal.

## Adaptaciones

### Cine
- La portatrice di pane, dirigida por Romolo Bacchini (1911).
- La portatrice di pane, dirigida por Giovanni Enrico Vidali (1916).
- La Porteuse de pain, dirigida por René Le Somptier (1923).
- La Porteuse de pain, dirigida por René Sti (1934).
- La Porteuse de pain, dirigida por Maurice Cloche (1950).
- La Porteuse de pain, dirigida por Maurice Cloche (1963).